# 岡部麟
岡部 麟（おかべ りん、1996年〈平成8年〉11月7日 - ）は、日本の女優、タレントで、女性アイドルグループAKB48の元メンバー。元チーム8 茨城県代表。
茨城県日立市出身。いばらき大使。ホリプロ所属。

## 来歴
2014年の『AKB48 Team 8 全国一斉オーディション』に茨城県代表として合格した。
2017年9月10日にインテックス大阪で行われた握手会会場で発表されたAKB48の50枚目シングル『11月のアンクレット』の表題曲歌唱メンバーに選ばれ、初のシングル表題曲選抜入りを果たした。これを含めて以後3作連続でシングル表題曲選抜メンバーとなった。
同年12月8日に行われたAKB48劇場12周年公演で発表された組閣人事において、AKB48グループ総監督の横山由依からチームAキャプテン職を引き継ぐことが発表される（翌2018年4月就任）。
2018年1月に茨城県から「いばらき大使」を委嘱される。
同年5月から6月にかけて投票が実施された『AKB48 53rdシングル 世界選抜総選挙』では58位（フューチャーガールズに選出）となり、初ランクインする。
2019年1月17日に、TOKYO DOME CITY HALLで初のソロコンサートとなる『AKB48岡部麟ソロコンサート〜もしも〜し！りんりん推しでしょ！？〜』が開催された。
2020年12月16日に開催された「ホリNS水曜祭2020」において、ホリプロへの移籍を発表した。
2023年4月末でのチーム8の活動休止に伴い、5月1日よりチームA専任のメンバーとなった。
同年11月7日、自身のX（旧Twitter）にてAKB48からの卒業を発表した。
2024年3月17日、ぴあアリーナMMにて開催されたコンサート『AKB48 春コンサート2024 in ぴあアリーナMM 夜の部〜涙はいつの日か〜』内にて、小田えりなとともに卒業セレモニーを行った。
同年3月27日に1st 写真集『ESCARGOT』が出版され、発売前からの重版が決定。31日には刊行記念握手会が行われた。
同年4月4日、AKB48劇場で行われた卒業公演をもってAKB48を卒業した。
2025年8月、初の個展「S×G GARDEN」（川崎市・「SUPERNOVA KAWASAKI BOX」）を開催。

## 人物
愛称は、べりん、りんりん。
趣味は料理。特技は模写。
目標、憧れている人は、小嶋陽菜、天海祐希。
郷土愛が強い人物であり、「いばらき」の発音には特にこだわりを持っている。テレビ番組などで「いばらぎ」と濁音化した言い方をされると直ちに横槍を入れる様子が放送されたことがある。
2017年、第1回女芸人No.1決定戦 THE Wに出場し、2回戦に進出した。

### AKB48
特技のイラストを生かして、チーム8の公式キャラクターとなった「エイトくん」をデザインした。他にも、チーム8のコンサートツアーにおける宣伝用イラストなども岡部が手掛けていた。2025年8月、初の個展を開催。
メンバーとしての理想像は横山由依で、常に全力、真剣、真面目だからである。「坂道AKB」で共演した元乃木坂46の山下美月と仲がよい。
2014年6月16日に行われたトヨタ『プリウスPHV』新CM発表会にチーム8のメンバーと出席した際に、指原莉乃から前田敦子の声に非常に似ていると指摘され、その後の囲み取材でも報道陣の注目を浴びた。
2018年6月12日の新チームA『目撃者』初日公演を新キャプテンとして迎える前日の11日にゲネプロが行われ、囲み取材でキャプテンとしてのプレッシャーがあったことを告白して涙を流した。
先述の2019年のソロコンサートでは、アンコールで憧れの小嶋と共に「ハート型ウイルス」を歌唱した。

## AKB48での参加楽曲

### シングル選抜楽曲
- 『心のプラカード』に収録
  - 47の素敵な街へ - 「Team 8」名義
- 『希望的リフレイン』に収録
  - 制服の羽根 - 「Team 8」名義
- 『Green Flash』に収録
  - 挨拶から始めよう - 「Team 8」名義
- 『唇にBe My Baby』に収録
  - あまのじゃくバッタ - 「Team 8」名義
- 『翼はいらない』に収録
  - 夢へのルート - 「Team 8」名義
- 『ハイテンション』に収録
  - 星空を君に - 「Team 8 EAST」名義
- 『願いごとの持ち腐れ』に収録
  - 点滅フェロモン
- 11月のアンクレット
  - 生きることに熱狂を! - 「Team 8」名義
- ジャーバージャ
  - Position - 「AKB48若手選抜」名義
  - 国境のない時代 - 「坂道AKB」名義
- Teacher Teacher
  - ロマンティック準備中 - 「Team A」名義
  - 蜂の巣ダンス - 「Team 8」名義
- 『センチメンタルトレイン』に収録
  - ある日 ふいに… - 「フューチャーガールズ」名義
  - 百合を咲かせるか?
- NO WAY MAN
- ジワるDAYS
  - 初恋ドア - 「坂道AKB」名義
- サステナブル
  - 好きだ 好きだ 好きだ - 「Team 8」名義
  - 流れ星に何を願えばいいのだろう  - 「総監督とキャプテンズ」名義
- 失恋、ありがとう
  - ジタバタ - 「Team 8」名義
  - 愛する人
- 根も葉もRumor
  - 離れていても
  - 西高東低 - 「Team 8」名義
- 元カレです
  - 臆病なナマケモノ - 「Team A」名義
- 久しぶりのリップグロス
- どうしても君が好きだ
  - 寝たふり  - 「お料理選抜デザート部」名義
  - サヨナラじゃない - 「Team 8」名義
- アイドルなんかじゃなかったら

### アルバム選抜楽曲
- 『ここがロドスだ、ここで跳べ!』に収録
  - へなちょこサポート - 「Team 8」名義
- 『0と1の間』に収録
  - 一生の間に何人と出逢えるのだろう - 「Team 8」名義
- 『僕たちは、あの日の夜明けを知っている』に収録
  - ごめんね、好きになっちゃって…

### 配信限定曲
- 近いのに離れてる
- 恋人いない選手権

### 劇場公演ユニット曲
小嶋陽菜「好感度爆上げ」公演
- 蜃気楼

湯浅順司「その雫は、未来へと繋がる虹になる。」公演
- 10クローネとパン
- ライダー

岡部チームA「目撃者」公演
- ☆の向こう側[36]

向井地チームA「重力シンパシー」公演
- 水曜日のアリス
- キンモクセイ

## コンサート
- AKB48岡部麟ソロコンサート〜もしも〜し！りんりん推しでしょ！？〜（2019年1月17日、TOKYO DOME CITY HALL）[14][15]
- 銀座カセットソングLIVE Vol.1(2024年3月19日、BASE GRANBELL)

## 出演

### テレビドラマ
- マジムリ学園（2018年7月26日 - 9月27日、日本テレビ） - ヒナ / ヌル / 朝陽日奈 役[37]
- そこにあるBU.KI.MI season 2 第5話『ラジオにある』（2020年2月3日、テレビ埼玉） - ユキ 役[38]
- 魔物（마물） 最終話（2025年6月13日、テレビ朝日） - 母親 役[39]

### バラエティ
- AKB48チーム8のKANTO白書 バッチこーい!(2017年10月8日-2022年12月18日、千葉テレビ放送)[40]
- プレバト！！(MBS)
  - 2020年10月15日[41]
  - 2021年8月12日[42]
- 秘密のケンミンSHOW(読売テレビ、日本テレビ全国ネット)
  - 2020年10月15日 秘密のケンミンSHOW極&ダウンタウンDX合体SP[43]
  - 2021年4月15日 秘密のケンミンSHOW極&ダウンタウンDX超豪華合体スペシャル![44]
  - 2021年8月12日[45]
  - 2022年3月10日[46]
  - 2022年12月22日[47]
  - 2023年11月2日
  - 2024年5月16日[48]
- 水バラ 「新緑の房総半島へ！ぐるり一周対決旅」(2021年6月9日、テレビ東京)[49]
- ヒルナンデス!(2021年8月12日、日本テレビ)[50]
- 深夜に呪術廻戦好きが集まったら愛が溢れすぎたTV -じゅじゅTV-(2021年12月20日、MBS/TBS系列)[51][52]
- ロンドンハーツ『女性芸能人スポーツテスト』ゴールデン2時間SP(2022年5月3日、テレビ朝日)[53]
- もしもツアーズ(2022年7月2日、フジテレビ)[54]
- 全力!脱力タイムズ (2022年7月15日、フジテレビ)[55]
- なすなかにしのゲームキングダム(2023年6月6日-27日、9月26日-10月31日)
- Powered by TV - 元気ジャパン - (2023年11月11日、TOKYO MX)[56]
- 土曜はカラフル!!!(2024年3月9日、TOKYO MX)[57]
- ジョシとドラゴン(2025年7月4日-25日、TBS)

### その他のテレビ番組
- いば6（2019年4月19日 - 、NHK総合・水戸放送局） - 金曜日・月イチレギュラー[58]
- ミライ☆モンスター→ライオンのミライ☆モンスター（2020年1月5日 - 2024年3月17日、 フジテレビ） - 関根勤・磯村勇斗らと MC[59]
- アッコにおまかせ！(2022年3月27日  -  、TBS系)  -  準レギュラー [60]
- GINZA CASSETTE SONG（2023年10月19日 - 2024年3月30日、BS-TBS） - ミッツ・マングローブ ・ハシヤスメ・アツコ と MC[61][62]

### ウェブテレビ
- ABEMA BOATRACE SPACE『クロちゃんとクルーちゃん2nd』（2023年4月7日 - 2024年3月29日、ABEMA）
- 知って得する！健康クラス~すぐに実践できる健康ケア~(2024年3月28日、ABEMAスペシャルチャンネル)
- ABEMA BOATRACE COLORS『クロクルパレット』（2024年4月5日 - 2025年3月28日 、ABEMA）-  レギュラー
- ABEMA BOATRACE COLORS 『ときめきファンファーレ』　(2025年4月11日 - ) -  レギュラー

### ラジオ
- AKB48 Team 8 今夜は帰らない…(2017年4月3日 - 2022年9月26日)
- リッスン? 2-3（2017年8月3日 - 24日、文化放送）[63]
- AudDee TREND(2022年2月3日)[64]

### 舞台
- 大人のカフェ 第11回単独公演「3歩進んで2歩シャガール」（2018年2月21日 - 25日、CBGKシブゲキ!!）[65][66]
- 舞台版「マジムリ学園」（2018年10月19日 - 28日、日本青年館ホール） - ヒナ 役[67]
- 舞台「マジムリ学園_蕾-RAI-」（2021年3月27日 - 4月4日、天王洲 銀河劇場） - ヒナ / ヌル役[68][69]
- 舞台「マジムリ学園-LOUDNESS-」（2021年8月20日 - 8月29日、品川プリンスホテル ステラボール） - 主演・ヌル 役[70]
- 日本劇作家協会プログラム OFFICE SHIKA MUSICAL 雑踏音楽劇「ネオンキッズ」（2022年3月3日 - 14日、座・高円寺1 / 18日 - 21日、伊丹アイホール） - 主演・美幸 役[71]
- AKB48 Team 8「KISS 8」（キス バイ エイト）-8th Anniversary Special Performance-（2022年5月13日 - 22日、天王洲 銀河劇場） [72][73]
- ミュージカル「ピーター・パン」（2022年7月23日 - 8月2日 7月24日[注 3]、東京：東京国際フォーラム ホールC / 8月13日・14日、梅田芸術劇場 メインホール） - ウェンディ 役[75]
- 新・未来サポート事業 ADACHI HOUSEラボ『目指せ ミュージカル水戸黄門？』〜光圀青春（ロマンス）篇〜（2022年9月16日 - 18日、水戸芸術館 ACM劇場） - メイプル / 胡蝶 / 紅葉 役[76]
- OFFICE SHIKA MUSICAL「私は怪獣－ネオンキッズ Live beat－」（2022年12月10日 - 18日、CBGKシブゲキ!!）- 主演・美幸 役 [77]
- 舞台「鋼の錬金術師」（2023年3月8日 - 12日、大阪：新歌舞伎座 / 3月17日 - 26日、東京：日本青年館ホール） - ウィンリィ・ロックベル 役[78]
  - 舞台「鋼の錬金術師」-それぞれの戦場-（2024年6月8日 - 16日、日本青年館ホール / 6月29日 - 30日、SkyシアターMBS）[79][80]
- ミュージカル「ピーター・パン」（2023年7月25日 - 8月2日、東京国際フォーラム ホールC / 8月16日、ウェスタ川越 大ホール / 8月19日・20日、サントミューゼ 上田市交流文化芸術センター 大ホール / 8月26日・27日、りゅーとぴあ 新潟市民芸術文化会館 劇場 他） - ウェンディ 役[81]
- ノサカラボ「ゼロ時間へ」（2024年10月3日 - 9日、三越劇場 / 10月13日 - 14日、COOL JAPAN PARK OSAKA TTホール）[82] - メアリー・オールディン 役
- OFFICE SHIKA PRODUCE「世界は密室でできている。」（2025年10月23日 - 11月2日〈予定〉、シアターサンモール）[83]

### CM・広告
- TOYOTA自動車 プリウスPHV『郵便配達の妹』篇 (2014年6月17日 - )[84]

- アサヒ飲料 『ワンダ モーニングショット/おはよう編』(2014年9月13日 - )[85]
- 第52回技能五輪全国大会 トヨタ自動車選手応援ポスター (2014年11月25日 - ) team 8
- アサヒ飲料  『ワンダモーニングショット/毎日朝専用編』(2015年4月7日 - )[86]

- マクドナルド アニメーション『未来のワタシ 第2弾』(2017年7月27日 - Web CM ) - 日比野すみれ 役[87]
- TOYOTA 新型PASSO 
  - トヨタVer.「新型パッソxAKB48チーム8 オリジナルストーリー」・AKB48Ver. 「オシャレパッソでナニスル？」（2018年12月12日 - ）

- AKS AKB48グループ映像倉庫（2019年2月19日 - 、日本テレビ「AKBINGO!」内・秋葉原ドン・キホーテ壁面/屋外広告）[88]

- トヨタレンタカー(2019年6月22日 - )[89]
  - 「10秒プレゼン」篇（7エリアバ ージョン）
  - 「全国どこでもトヨタレンタカー 47都道府県」各篇
- SMALL WORLDS TOKYO   -  アンバサダー  (2020年11月1日 -  )[90][91]
- 茨城県トラック協会・茨城県警察  飲酒運転根絶 啓発ポスター (2021年11月 - )

### イベント
- ホリNS水曜祭2020 ～歓声は拍手で!! Silent Night X'mas SP～（2020年12月16日、ヒューリックホール東京)[92]
- SMALL WORLDS TOKYO一周年記念記者会見(2021年7月7日)[93]
- 17LIVE リブランディング方針に関する発表会（2021年9月10日） - ゲスト[94]
- ホリNS水曜祭2021 ～あわてんぼうのHori-Night～（2021年12月1日、シアターGロッソ)[95]
- Rakuten GirlsAward 2022SPRING / SUMMER（2022年5月14日、幕張メッセ）[96]
- 笠間―KASAMA―マロンコレクションオープニングセレモニー(2022年11月1日)[97]
- 明治安田生命J2リーグ 第24節 東京ヴェルディ vs FC琉球(2022年7月3日、味の素スタジアム)[98]
- ホリNS火曜祭2023（2023年2月7日、山野ホール）
- 2023明治安田生命Ｊ２リーグ第36節　水戸ホーリーホック vs. 大分トリニータ(2023年9月21日、ケーズデンキスタジアム水戸)[99]
- OFFICE SHIKA PRODUCE Operetta『Ms.YAMA-INU』Ms.YAMA-INU アフタートークイベント(2024年1月15日、CBGKシブゲキ!!)  -  ゲスト[100]
- IBARAKI DREAM LAND 2024 (2024年10月19日、笠間芸術の森公園)  -  ゲスト
- ホリ?NS歌謡祭~感謝を込めて歴代AKB大集合SP~ (2025年4月29日、銀座 BASE GRANBELL)

## 個展
- 岡部麟 初個展「S×G GARDEN」(2025年8月8日-10日)、SUPERNOVA KAWASAKI BOX[26]

## 書籍

### 写真集
- 1st 写真集「ESCARGOT」（2024年3月27日、撮影：中村和孝、集英社）ISBN 978-4-08-790157-3[21][101][102]
- 1st デジタル写真集「永遠の虜毒」（2024年10月1日、撮影：中村和孝、集英社）[103]

### 雑誌
- 週刊プレイボーイ (集英社) 
  - 2014年11月10日発売 増刊号(AKB48 Team 8 ミニWサイド写真集)[104]
  - 2015年3月16日発売号
  - 2024年3月18日発売 14号  -  表紙・巻頭グラビア[105]
  - 2024年9月30日発売 42号[106]
- FLASHスペシャル(光文社刊)
  - 2016年7月29日グラビアBEST盛夏号[107]
  - 2017年10月27日グラビアBEST2017秋号[108][109]
- OVERTURE  (徳間書店刊)
  - 2016年12月23日発売 No.009 [110]
  - 2017年6月19日発売  No.011 [111]
- EX大衆(双葉社刊)
  - 2017年5月15日発売[112]
  - 2018年4月13日発売[113]
  - 2019年3月15日発売[114]
  - 2019年9月14日発売[115]
  - 2020年4月15日発売[116]
  - 2021年3月15日発売[117]
- BOMB(学研プラス刊)
  - 2017年6月9日発売 7月号[118]
  - 2017年11月9日発売 12月号[119]
  - 2018年3月9日発売 4月号[120]
  - 2018年7月9日発売 8月号[121]
  - 2018年9月7日発売 10月号[122]
  - 2023年5月9日発売6月号[123]
  - 2024年5月9日発売 6月号[124]
- BUBKA(白夜書房刊)
  - 2017年4月28日発売 6月号[125]
  - 2018年1月31日発売 3月号[126]
  - 2019何3月30日発売 5月号増刊  -  表紙・巻頭グラビア[127]
- B.L.T.(東京ニュース通信社刊)
  - 2017年6月24日発売 8月号[128]
  - 2019年4月24日発売 6月号[129]
  - 2019年5月24日発売 7月号[130]
- Top Yell Neo(竹書房刊)
  - 2018年6月30日発売 2018 SUMMER  -  表紙[131]
  - 2020年3月28日発売 2020 SPRING[132]
- UTB+(2018年8月10日発売 45号、ワニブックス刊)[133]
- Platinum FLASH vol.6 (2018年9月21日発売)[134]
- ラジオ番組表2019春号(2019年4月29日発売、株式会社三才ブックス)  -  表紙 (Amazon限定版)[135]
- BIG ONE GIRLS( 近代映画社刊 )
  - 2017年9月30日発売 11月号  -  表紙・巻頭グラビア[136]
  - 2018年5月31日発売 7月号  -  表紙・巻頭グラビア[137]
  - 2018年11月30日発売 1月号[138]
  - 2019年9月30日発売 11月号[139]
  - 2020年3月31日発売  5月号 / 創刊10周年記念号  [140]
  - 2020年11月30日発売 1月号[141]
  - 2021年3月31日発売 創刊11周年記念号[142]
- 美人百花 4月号 (2020年3月12日発売、角川春樹事務所)[143]
- bis 3月号 (2023年2月1日発売、光文社)[144][145]
- グラビアプレス Vol.7 (2023年12月14日)  -  表紙

### カレンダー
- 岡部麟 2025 Calendar (2024年12月14日発売)[146]